# Eustis (Florida)
Eustis is een plaats (city) in de Amerikaanse staat Florida, en valt bestuurlijk gezien onder Lake County.

## Demografie
Bij de volkstelling in 2000 werd het aantal inwoners vastgesteld op 15.106.
In 2006 is het aantal inwoners door het United States Census Bureau geschat op 18.305, een stijging van 3199 (21.2%).

## Geografie
Volgens het United States Census Bureau beslaat de plaats een oppervlakte van
24,9 km², waarvan 21,6 km² land en 3,3 km² water. Eustis ligt op ongeveer 21 m boven zeeniveau.

## Geboren
Kathryn Joosten (1939-2012), actrice

## Plaatsen in de nabije omgeving
De onderstaande figuur toont nabijgelegen plaatsen in een straal van 16 km rond Eustis.